# テイルズ オブ ルミナリア
『テイルズ オブ ルミナリア』は、コロプラが開発し、バンダイナムコエンターテインメントより配信されたスマートフォン用ゲームアプリ。サービス期間は2021年11月4日 - 2022年7月20日。基本プレイ無料（アイテム課金制）。
「テイルズ オブ シリーズ」のスマートデバイス向けタイトルのひとつ。ジャンル名は「21の生き様が交錯するRPG」。

## 概要
『テイルズ オブ リンク』『テイルズ オブ アスタリア』『テイルズ オブ ザ レイズ』『テイルズ オブ クレストリア』と同様にスマートフォンを対応機種とし、本作は新規のオリジナルキャラクターによる物語が描かれるが、『リンク』『ザ レイズ』『クレストリア』とは異なり、歴代シリーズキャラクターは一切登場しない。
キャラクターデザインは佐伯俊が担当。佐伯は本作がシリーズ初参加となる。iOS版の対応機種はiOS 13.0以降。
メインキャラクターは21人おり、その全員が主人公となる。それぞれの「正義」を胸に抱きながら成長する彼らの生き方と絆、そして様々なキャラクターのストーリーを見る事で事件の真相や仲間・敵の真意が明らかになる重厚な群像劇を描く。
主題歌はオープニングをフレデリック、エンディングを須田景凪が担当。
2022年7月20日をもってサービスを終了した。

## ストーリー
かつて、この地には山のように巨大な体と天災級の力を有する獣達が生きていた。寿命を全うした獣達は石化した骸となったが、骸の周りは骸がもたらす「マナ」に溢れていた。マナは世界に生きる全ての生物を構成する物質であり、そのマナを求めた人々が集まり、いくつもの国が生まれた。いつしか人々はマナの源たるその獣達を「源獣」と名付けて崇め、共に暮らすようになった。これが「源獣信仰」の始まりである。
それから約1000年後、源獣信仰を基盤とし、自然との共存を生業とした国々によるユール連邦と、源獣からマナを抽出する独自技術によって飛躍的な発展を遂げたジルドラ帝国の間で、源獣を巡って戦争が勃発。以後戦争は激化を辿っていき、時は創神歴999年――
連邦の若き騎士候補生や帝国の将官達、どちらにも所属しない冒険者。多種多様な21人の生き様と思いが交錯した瞬間、隠された「世界の真実」が白日の下に現れ始める。

## キャラクター

### ユール連邦
イーディス騎士学校の生徒及び教官達が物語の主軸となる。
レオ・フルカード
声 - 新井良平
生年月日：創神歴982年7月24日
祖母の遺訓である「気高く生きる」を信条に生きる少年。セリア、ユーゴとは幼馴染。幼い頃に帝国によって故郷のル・サント村を失い、セリアの親戚にユーゴと共に引き取られる。
暑苦しい程の熱血漢だが、故に向こう見ずで空回りする事もある。故郷を奪った帝国を倒す為、ブレイズの一員となり、戦いに身を投じる。武器は刀。
セリア・アルヴィエ
声 - 岡咲美保
生年月日：創神歴982年1月8日
レオやユーゴの幼馴染で、共に騎士学校に入学し、ブレイズの一員となった少女。世話焼き気質で、二人を見守るように接する一方、故郷を失った日に偶然村を離れていて、直接経験していない事から引け目を感じている。
天性の視力の良さと観察眼の鋭さを持ち、弓による長距離狙撃を得意とする。左目が金、右目が青緑のオッドアイ。
ミシェル・ブーケ
声 - 緒方佑奈
生年月日：創神歴982年9月10日
医者の両親を早くに亡くし、祖父に育てられた少女。祖父の営む診療所で医療に従事して育ち、ある人物からの勧誘を受け騎士学校に入学。レオ、セリア、ユーゴとは同学年となる。
彼らと共に騎士を目指すも、レオと接する時はどこかぎこちない。癒しの術で周囲を支える優しい面が強いが、窮地には率先して仲間を鼓舞するなど、意外と芯は強い。武器は杖。
リゼット・レニエ
声 - 嶋村侑
生年月日：創神歴973年6月14日
イーディス騎士学校の精鋭特殊選抜クラス「ブレイズ」の教官。毎年、成績上位の新入生を篩にかけ、その中から2名を生徒として担当。軍人としての実力・実績は申し分ないが、ある事情で第一線からは身を引いている。
誰よりも厳しい鬼教官で、愛の鞭をもって生徒を育て上げる女性。ガスパルとは互いを深く知る旧知の仲。武器は二丁拳銃。
リュシアン・デュフォール
声 - 上村祐翔
生年月日：創神歴980年10月13日
ブレイズの筆頭。戦闘力・統率力をはじめあらゆるあらゆる能力に秀でている。非常に聡明で、それを活かして様々な作戦を成功に導いた実績があり、教官の信頼も厚い。
普段は紅茶や茶菓子を好み、誰にでも優しくふるまう為、筆頭の威厳はあまりない。時折、苦しむように胸を押さえる事がある。武器は長剣。
マクシム・アセルマン
声 - 斉藤壮馬
生年月日：創神歴980年12月21日
名家アセルマン家の御曹司。「アセルマン家の誇りにかけて」が口癖。同学年のリュシアンを一方的にライバル視しているが、あまり相手にされていない。
居丈高で臆病な一面から後輩にいじられやすいが、上級生としての気配りができ、やる時はやる実力もある。兄が後継ぎとして優秀な為、父から期待されていない事がコンプレックス。武器は弓。
ヴァネッサ・モラクス
声 - 八巻アンナ
生年月日：創神歴981年4月25日
筆頭であるリュシアンに迫る実力を持つブレイズの一員。能力の高さから後輩達にも一目置かれているが、自己判断が苦手で、自身の行動の決定権を握る者の存在を求め、依存している。
生真面目な性格から堅苦しい物言いをするが、虚を突かれるとパニック状態になる可愛らしい一面もある。武器は双剣。
イェルシィ・トゥエルチュ・ハイナジン
声 - 茜屋日海夏
生年月日：創神歴981年2月24日
アムル天将領の巫女王の娘である姫。軽い調子と独特の言葉遣いで、誰とでも分け隔てなく接する明るい性格から、老若男女あらゆる領民から友達のような親しみを持って接されている。
彼女にしか見えないトトという生物と共に生活している。同学年のヴァネッサとは性格が正反対だが、非常に仲が良い。武器は槍。
法王カナン
ユール連邦元首。「源獣の巫女」とも呼ばれ、創神歴元年に法王に即位。見た目よりも遥かに年上で、長い時を生きている。

### ジルドラ帝国
狼将と呼ばれる将軍3名を筆頭とした部隊が物語の主軸となる。
アウグスト・ヴァレンシュタイン
声 - 梅原裕一郎
生年月日：創神歴964年11月18日
ジルドラ帝国宰相。元々は片田舎の林檎農家だったが、戦時下の非道な作戦により故郷と最愛の妻子を失う。大切なものを奪った仇敵への復讐の為、帝国軍に入隊し、その類稀な才能を認められ宰相まで上り詰めた。
アレクサンドラと行動をよく共にするが、理想論者の彼女とは基本的に反りが合わない。創神歴999年にクーデターを起こして皇帝に即位。武器は杖。
アレクサンドラ・フォン・ゾンネ
声 - 大西沙織
生年月日：創神歴978年4月8日
アウグストと共に帝国を支える狼将の一人「白狼将」。貴族出身で、高潔な人柄と士官学校を首席で卒業する程の高い実力を併せ持つ。自分の正義を信じ、アウグストやラプラスとは衝突しつつも共に前へ進む。
目にも留まらぬ速さで敵を蹴散らす姿から「白銀の閃光」をはじめ、多くの異名をつけられている。一方で帝都中の食材を全て食い尽くす事を危惧される程の大食漢。武器は長剣。
バスチアン・フォルジュ
声 - 竹内良太
生年月日：創神歴969年2月9日
アウグストと共に帝国を支える狼将の一人「黒狼将」。帝国兵の中でも圧倒的な戦力を誇り、彼が戦場に姿を現すだけで連邦兵が恐れ慄く程。感情が乏しく、常に任務の事しか考えていないが、
時折異彩を放つ発言で相手を戸惑わせる事もある。自分自身を兵器以外の何物でもないと考えており、任務がない時は次の任務の為の鍛錬をしている。武器は刀。
ラプラス
声 - 庄司宇芽香
生年月日：9月25日
アウグストと共に帝国を支える狼将の一人「赤狼将」。見た目と相手を唆す、操る、誑かす振る舞いは悪魔の如き女性。それでいて皇帝の寵愛を受けている事に、帝国内でも不信感をもつ人間は多い。
しかし、その美貌と妖艶さから漂う危険な香りに惹かれるように、彼女の虜になる帝国兵も少なくない。同僚ながら性格が対極のアレクサンドラとは言い争いが絶えない。武器は弓。
ガスパル・エルベ
声 - 濱野大輝
生年月日：創神歴972年3月6日
連邦の暗部組織と帝国皇帝、双方からの指示を受け二国間を往来する謎多き男性。連邦と帝国の両国から多くの任務を受け、日夜スパイ活動をこなしている。
軽薄かつナンパでどんな時でも危機感の薄い話し方をする。その様な態度と、自分の立場の低さもあってか他者からは低く見られている事が多いが、彼の実力が分かる人間には強く警戒されている。武器は二丁拳銃。
ユーゴ・シモン
声 - 竹田海渡
生年月日：創神歴982年5月7日
レオやセリアの幼馴染。生真面目で仲間思いだが、苦悩を一人で抱える不器用な一面も。二人と共にブレイズの一員となる。武器は長剣。
しかし、ブレイズとして活動するうちに、ある理由から徐々に連邦に対する不信感を抱き、アウグストとの出会いを契機に帝国へ出奔。帝国では同年代のアメリー、ファルクと行動を共にする。
アメリー・ロランス
声 - 山根綺
生年月日：創神歴980年7月1日
無垢な子どもがそのまま成長したような、軍人らしからぬ少女。自身が育った養護院への仕送りの為、安定した収入を求め帝国軍に入隊。努力の末に少尉まで出世し、小規模な隊の隊長に就任。自身の部隊である「ロランス隊」を率いる。
運がやたら良く、何事も偶然にも上手くいってしまうほか、幼少期に巻き込まれたリアクターの爆発事故で唯一生き残った過去を持つ。武器は槍。
ファルク
声 - 田邊幸輔
生年月日：創神歴982年8月22日
アウグストにスカウトされる形で帝国軍に入隊した少年。階級は曹長。とにかく「オレ様」主義で、手柄をあげる事に命を掛けている。高い戦闘力と荒々しい戦いぶりは、連邦兵はおろか一部の帝国兵からも恐れられている。
群れるのを嫌い、アメリーもいた養護院を脱走した後、傭兵などを生業としてその腕一つで生きてきた。帝国最強と称されるバスチアンに憧れている。武器は双剣。
皇帝ジギスムント
ジルドラ帝国元首。即位したのは創神歴978年。アナマリアの父でもある。創神歴999年、アウグストのクーデターにより暗殺される。

### 冒険者
連邦と帝国のどちらにも属さず、戦争の裏で源獣及び世界の謎を追う。
エドワール・ルキエ
声 - 坂田将吾
生年月日：創神歴978年12月5日
マイシュ氷涯国出身の傭兵。政変で国を追われた後、放浪の旅続きだった為に、やさぐれたオーラを身に纏っている。リディと出会ってからは、護衛として彼女と共に旅をし、その後、アナマリア一行と合流する。
やさぐれていても生来のお人好しな性格は変わっておらず、ボヤキつつ人助けに奔走する事が多い。武器は双剣。
リディ・ドラクロワ
声 - 内田真礼
生年月日：創神歴984年3月23日
ハザール商盟領出身の少女。マイペースでダウナー気質な性格。ハザールの貿易商兼権力者の父に、幼い頃から倉庫に放置されて事実上の軟禁状態にされながらも、暇潰しで商品の書物を乱読しながら知識の吸収・研究に励む。
結果、類い稀な知識を有する天才児となり、同時に世界の成り立ちにある疑念を抱き、その疑念を証明する為の旅に出る。武器は二丁拳銃。
アナマリア・マルシュナー
声 - 伊藤美来
生年月日：創神歴982年5月27日
ジルドラ帝国二代目皇帝ジギスムントの娘。高飛車で自由奔放なお嬢様。生まれてから帝都の屋敷に軟禁状態だった為、外の世界や世間一般の基礎知識を知らない。アウグストのクーデターで父を殺され、シャルルと共に国外へ逃亡。
逃避行の中でラウル、エドワール、リディと出会い、彼らと旅をする中で、外の世界と、その裏側を知る。武器は刀。
シャルル
生年月日：1月25日
声 - 富田美憂
少年型アンドロイド。アナマリアが幼少期の頃からの付き人で彼女の良き理解者。アナマリアの行い全てを肯定し、彼女の邪魔をする者は誰であろうと排除しようとし、その姿は周囲からは過保護を通り越して妄信的にも映っている。
アナマリア以外の人間に対しては毒舌で、特にラウルに対する扱いは虫けら同然。武器は杖。
ラウル
声 - 木村昴
生年月日：創神歴968 8月10日
考古学者を自称する男。遺跡の調査研究を生業と主張し、実際に造詣も深いが、信用はあまりない。ある遺跡を調査していた際、盗掘者と勘違いされたのを契機に、アナマリアやエドワールと行動を共にする。
アナマリア達からは身分を胡散臭がられるだけでなく、おっさん扱いもされるが、本人はその扱いを頑なに拒否している。武器は槍。

## Webアニメ
『テイルズ オブ ルミナリア The Fateful Crossroad』のタイトルでスペシャルアニメーションとして2022年1月21日よりAmazon Prime Videoほかにて配信開始。前編後編全2話。「相反する正義の対立」をテーマの元に物語の重要な局面を描く。

### スタッフ
- 監督 - 加藤汐里[3]、加藤緑里[3]
- 脚本 - 冨田頼子[3]
- 脚本監修 - 矢野俊策[3]
- ストーリー原案 - 葵せきな[3]
- キャラクターデザイン - 佐伯俊[3]
- メインコンポーザー - 椎名豪[3]
- 音響監督 - 町田薫[3]
- アニメーション制作 - 神風動画[3]、ANIMA[3]
- 企画製作 - バンダイナムコエンターテインメント[3]
- 企画協力 - コロプラ[3]

## 主題歌
「ANSWER」
フレデリック、須田景凪によるインスパイアソング。
「TOMOSHI BEAT」
フレデリックによるオープニングテーマ。
「リグレット」
須田景凪によるエンディングテーマ。